# Jakob I. (Aragón)
Jakob I. der Eroberer (aragonesisch Chaime o Conqueridor, katalanisch Jaume el Conqueridor, spanisch Jaime el Conquistador; * 2. Februar 1208 in Montpellier; † 27. Juli 1276 in Alzira) war von 1213 bis 1276 ein König von Aragón, König von Valencia, König von Mallorca, Graf von Barcelona (Katalonien), Graf von Urgell und Herr von Montpellier aus dem Haus Barcelona. Er war einer der bedeutendsten Monarchen des spanischen Mittelalters und wurde bedingt durch seine Eroberungen der eigentliche Begründer der Seemachtstellung der Krone Aragóns im westlichen Mittelmeerraum, mit der sich Aragón neben Kastilien und Portugal zu den drei führenden christlichen Mächten auf der iberischen Halbinsel etablieren konnte.

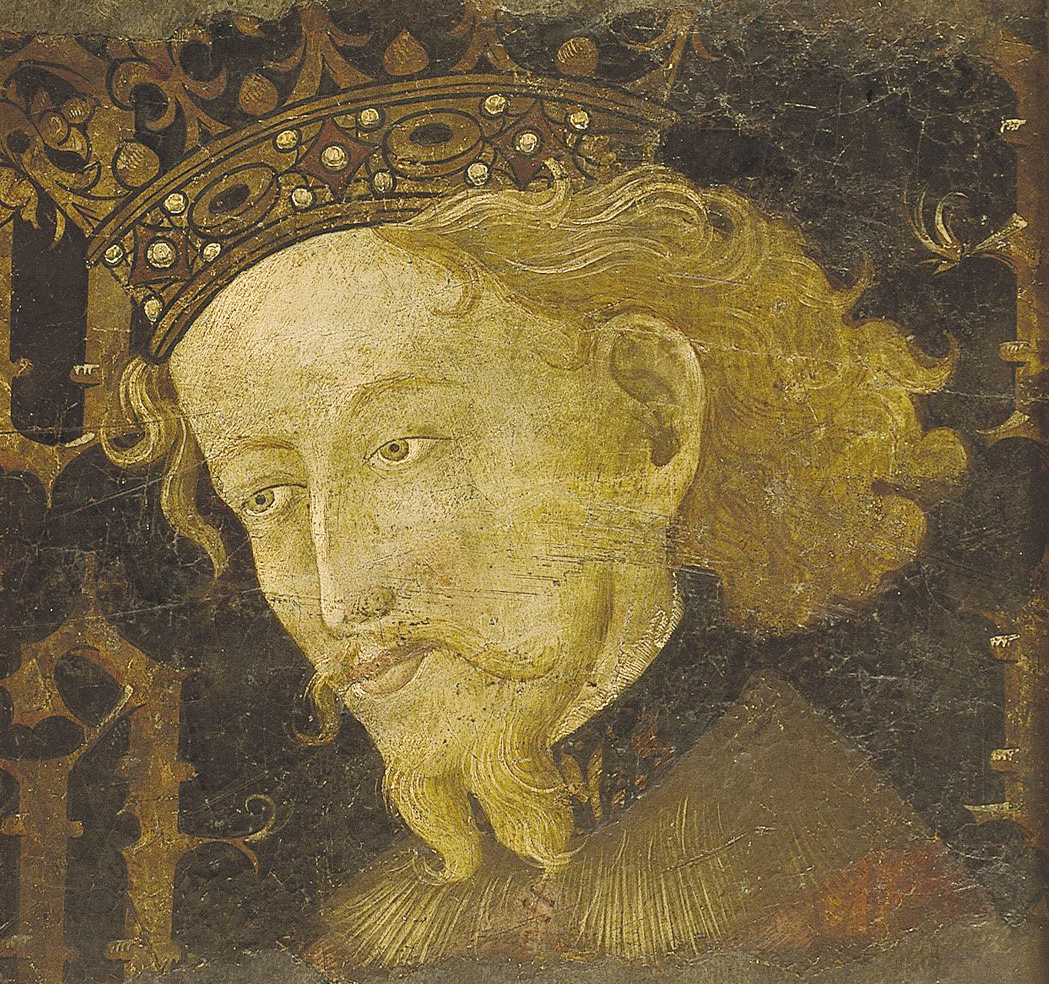
König Jakob I. von Aragón, dargestellt von Gonçal Peris Sarrià und Jaume Mateu, 1427, Museu Nacional d’Art de Catalunya

## Kindheit und Jugend
Jakob war das einzige überlebende Kind König Peters II. des Katholischen und der Maria von Montpellier. Er wurde am 1. Februar 1208 im Tornamirapalast in Montpellier geboren und noch am selben Tag in der Kathedrale Sainte-Marie des Tables (heute Notre-Dame des Tables) getauft. Zum Zeitpunkt seiner Geburt lebten seine Eltern bereits getrennt und führten einen Ehekrieg, in dem Peter II. vergeblich die Scheidung von Maria zu erwirken suchte. Sein Vater hatte im Februar 1210 seine Verlobung mit Aurembiaix arrangiert, der Erbin der Grafschaft Urgell, einer der letzten großen katalanischen Grafschaften, die sich nicht im Besitz des Hauses Barcelona befanden. Nur ein Jahr später änderte Peter II. seine Pläne und verlobte im Januar 1211 auf dem Konzil von Narbonne-Montpellier seinen Sohn mit Amicia de Montfort, der Tochter des Anführers des Albigenserkreuzzugs, Simon de Montfort, mit dem Peter II. einen politischen Ausgleich vereinbart hatte, nachdem Montfort Lehnsgebiete der Krone Aragóns usurpiert hatte. Dazu wurde Jakob als Vertrauensbeweis in die Montfort’sche Familie überstellt, in der er nun von seiner Schwiegermutter in spe Alix de Montmorency aufgezogen wurde. Das Vertrauen hatte sich allerdings nicht als gerechtfertigt erwiesen, nachdem es zwischen Peter II. und Simon de Montfort ob der Expansionspolitik des letzteren 1213 doch zum Bruch gekommen war, der eine gegenseitige Kriegserklärung nach sich zog. Nachdem bereits im Frühjahr 1213 Maria von Montpellier in Rom gestorben war, wurde am 12. September Peter II. in der Schlacht bei Muret von den Kreuzrittern Simons de Montfort getötet und Jakob somit zum Vollwaisen gemacht.
Im April 1214 hatte Simon de Montfort auf Druck Papst Innozenz’ III. und angesichts eines katalanischen Heers in Narbonne Jakob, dessen Verlobung mit seiner Tochter gegenstandslos geworden war, an den päpstlichen Legaten Peter von Benevent übergeben müssen. Von diesem wurde der nunmehrige König an den Meister des Templerordens von Katalonien zur weiteren Erziehung auf der Burg von Monzón überstellt, wo er gemeinsam mit seinem Cousin, Graf Raimund Berengar V. von der Provence, die nächsten Jahre seiner Kindheit verbrachte. Die Regierung für das Königreich Aragón wurde einstweilen von einem Ratsgremium übernommen, dem die Onkel Jakobs vorstanden, Abt Ferdinand von Montearagón und Graf Sancho. Beiden unterstellte er später, selbst Ambitionen auf die Krone nachgegangen zu sein. Während der Jahre auf Monzón war Aragón in Anarchie versunken, in der sich diverse Adelsfraktionen gegenseitig bekämpften und gegen die Autorität der königlichen Onkel opponierten. Am 24. Juni 1217 war Jakob bei der Transferierung des Leichnams seines Vaters in die Abtei Santa María von Sigena anwesend. Am 8. September 1218 hatte Graf Sancho die Regentschaft aufgegeben, worauf im Juli 1219 Papst Honorius III. einen neuen Regierungsrat bestimmte, dem nun Guillem de Montcada-Bearn als Prokurator vorstehen sollte. Um dieselbe Zeit hatte der zehnjährige Jakob aus eigenem Willen Monzón verlassen und sich in Saragossa einer der Adelsfraktionen angeschlossen, in deren Gefolge er erste Kampferfahrungen machte. Am 6. Februar 1221 heiratete er in Ágreda seine Cousine Eleonore von Kastilien und erhielt kurz darauf in Tarazona die Schwertleite verliehen. In dem im Spätjahr 1222 ausgebrochenen Konflikt zwischen seinem Cousin Nuno Sanchez von Roussillon und dem Prokurator Guillem de Montcada hatte Jakob für ersteren Partei ergriffen, wobei es ihm um eine Emanzipation von seinen Vormündern hin zur selbständigen Herrschaft ging. Der Krieg gegen den Prokurator zog sich bis in den Frühjahr 1225 hin und endete, trotz einer gescheiterten Belagerung von dessen Stammburg (heute Montcada i Reixac), in einer allgemeinen Versöhnung.
Seither hatte Jakob eine selbstständige Regierung geführt und nach Wegen zur Kanalisierung der Kampfeslust und des Expansionsdrangs seines aragónesisch-katalanischen Adels gesucht und ihn in der Wiederaufnahme der Reconquista gegen das islamisch-maurische Almohadenreich gefunden. Im April 1225 hatte er in Tortosa erstmals feierlich das Kreuz zum Kampf gegen die Mauren genommen, die darauf unternommene Belagerung von Peñíscola scheiterte jedoch. Daraufhin hatte sich der aragónesische Adlige Pedro d’Ahones zum Aufstand erhoben, gegen den Jakob im Juni 1226 bei Cutanda eine siegreiche Schlacht schlug, in der Don Pedro getötet wurde. Dies führte allerdings zu einem allgemeinen Aufstand der aragónesischen Städte, geschürt von Abt Ferdinand von Montearagón und dem Bischof von Saragossa, der ein Bruder des Getöteten war, die wiederum Guillem de Montcada für ihre Sache gewinnen konnten. Um den Aufstand zu beenden, hatte Jakob am 31. März 1227 in Alcalá del Obispo eine Generalamnestie für die Rebellen ausgesprochen, die ihm im Gegenzug ihre Lehenstreue schworen und den aragónesischen Städtebund auflösten.

## Eroberung von Mallorca

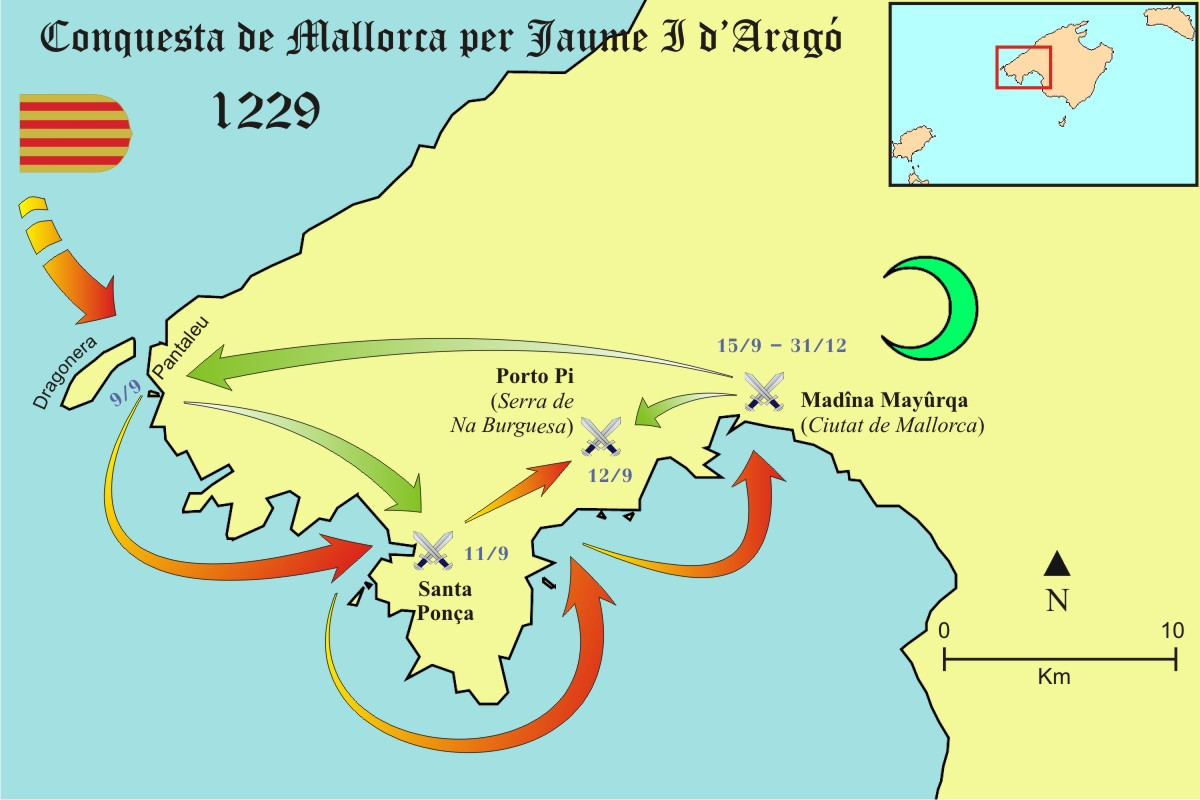
Karte zur Eroberung Mallorcas, 1229.

Nach der Niederwerfung des aragonesischen Aufstandes hatte Jakob endlich die Gelegenheit zur Verwirklichung seiner Kreuzzugspläne gegen die Mauren bekommen. Auf einem Hoftag (Corts) in Barcelona hatten er und seine Ritterschaft am 23. Dezember 1228 feierlich das Kreuz zur Eroberung von Mallorca genommen, das von dem von den Almohaden eingesetzten Wali Abu Yahya unabhängig regiert wurde. Angeblich hatte ihn nach eigenen Worten wenige Monate zuvor ein wohlhabender Bürger aus Barcelona während eines Festessens in Tarragona auf diese Idee gebracht, allerdings hatte schon sein Vater Pläne zur Eroberung der Baleareninseln verfolgt. Am 30. Dezember 1228 hatte Jakob die kirchenhierarchische Eingliederung der Balearen unter das Bistum Barcelona bestimmt. Und vonseiten Papst Gregors IX. hatte er die offizielle Sanktionierung des Feldzugs als Kreuzzug erhalten. Noch während die Planungen liefen hatte sich Jakob von seiner Frau Eleonore von Kastilien trennen müssen, nachdem der Papst die Gültigkeit ihrer Ehe nach kanonischem Recht aufgrund ihrer zu nahen Verwandtschaft angezweifelt hatte. Am 29. April 1229 hatte ein päpstlicher Legat in Tarragona die Annullierung der Ehe verfügt. Die Legitimität ihres gemeinsamen Sohnes Alfons, der bereits im Februar 1228 zum Alleinerben bestimmt worden war, wurde davon nicht berührt.
Die katalanische Flotte konnte schließlich am 5. September 1229 von Salou aus Segel setzen und noch am selben Tag die Küste von Mallorca erreichen. Nachdem sie zwei Nächte vor der Insel Pantaleu ankerte, war sie am 7. September an deren gegenüberliegenden Ufer in der Bucht von Palomera eingelaufen, doch als dort zur gleichen Zeit eine Vorhut des maurischen Heers aufmarschierte, verzichtete Jakob auf eine Anlandung des Heeres. Stattdessen steuerte man eiligst die Bucht von Santa Ponça an, wo er mit einem Teil des Heers in der Nacht des 9. auf den 10. September an Land gehen konnte. Dabei kam es noch am selben Tag zu einem ersten Aufeinandertreffen mit der Vorhut der Mauren, die auch hier versuchten, eine Anlandung zu verhindern, aus dem die Katalanen (Aragónesen waren im Heer unterpräsent) siegreich hervorgegangen waren. Unterdessen war die Flotte mit einem kleineren Heeresteil die Küste Richtung Mallorca-Stadt weitergesegelt und hatte dabei als erstes das Hauptheer der Mauren unter Abu Yahya entdeckt, das sich in den Serra de na Burguesa über dem Hafen von Porto Pí sammelte, dem sich die Katalanen am 12. September dort zur Schlacht von Porto Pí stellten. Trotz der Niederlage ihrer Vorhut, in der die Montcada-Vettern Guillem, Vizegraf von Béarn, und Ramon getötet wurden, behielten die Katalanen am Ende die Oberhand und schlugen die Mauren in die Flucht. Am 15. September nahmen sie die Belagerung Mallorca-Stadt (heute Palma) auf, die über drei Monate andauerte. Während der Belagerung war das Heer den Überfällen der Mauren aus der Serra de Tramuntana ausgesetzt, zu deren Bekämpfung eigens Männer von der Belagerung abgezogen werden mussten. Nachdem eine Bresche in die Mauer geschlagen war, konnten die Katalanen am 31. Dezember die Stadt schließlich erstürmen.
Bis in den Herbst 1230 blieb Jakob auf Mallorca, führte Feldzüge gegen versprengte Mauren im gebirgigen Hinterland durch und begann die Insel administrativ zu erfassen. Am 10. Januar hatte er der Stadt Barcelona alle Freihandelsrechte auf der Insel und in ihren Gewässern verbrieft. Als Zeichen seines Sieges hatte er auf dem Standort der einstigen Hauptmoschee den Grundstein zum Bau der Kathedrale Santa María (La Seu) gelegt. In einem Dokument vom 22. September 1230, in dem er den Männern von Lleida für ihre Gefolgschaft dankt, nannte sich Jakob erstmals „König von Mallorca“, womit er der Insel den Status eines mit der Krone Aragóns verbundenen Königreichs verlieh. Dieses Königreich sollte auch die anderen Baleareninseln umfassen, die er jedoch selbst nicht zu erobern beabsichtigte. Am 28. Oktober 1230 verließ er Mallorca und kehrte nach Katalonien zurück, wo er in Tarragona feierlich empfangen wurde. Ein Jahr später hatte er für die Überlassung der Grafschaft Urgell deren letzten Inhaber, Peter von Portugal, zum „Herrn des Königreichs Mallorca“ ernannt, der 1235 die Inseln Ibiza und Formentera eroberte. Nur Menorca blieb einstweilen noch unter der Herrschaft eines maurischen Fürsten, der sich allerdings am 17. Juni 1231 in Capdepera vertraglich zum Vasallen Aragóns erklären und diesem Tribute leisten musste, im Gegenzug gewährte Jakob den Inselbewohnern die freie Ausübung der islamischen Religion.

## Eroberung von Valencia

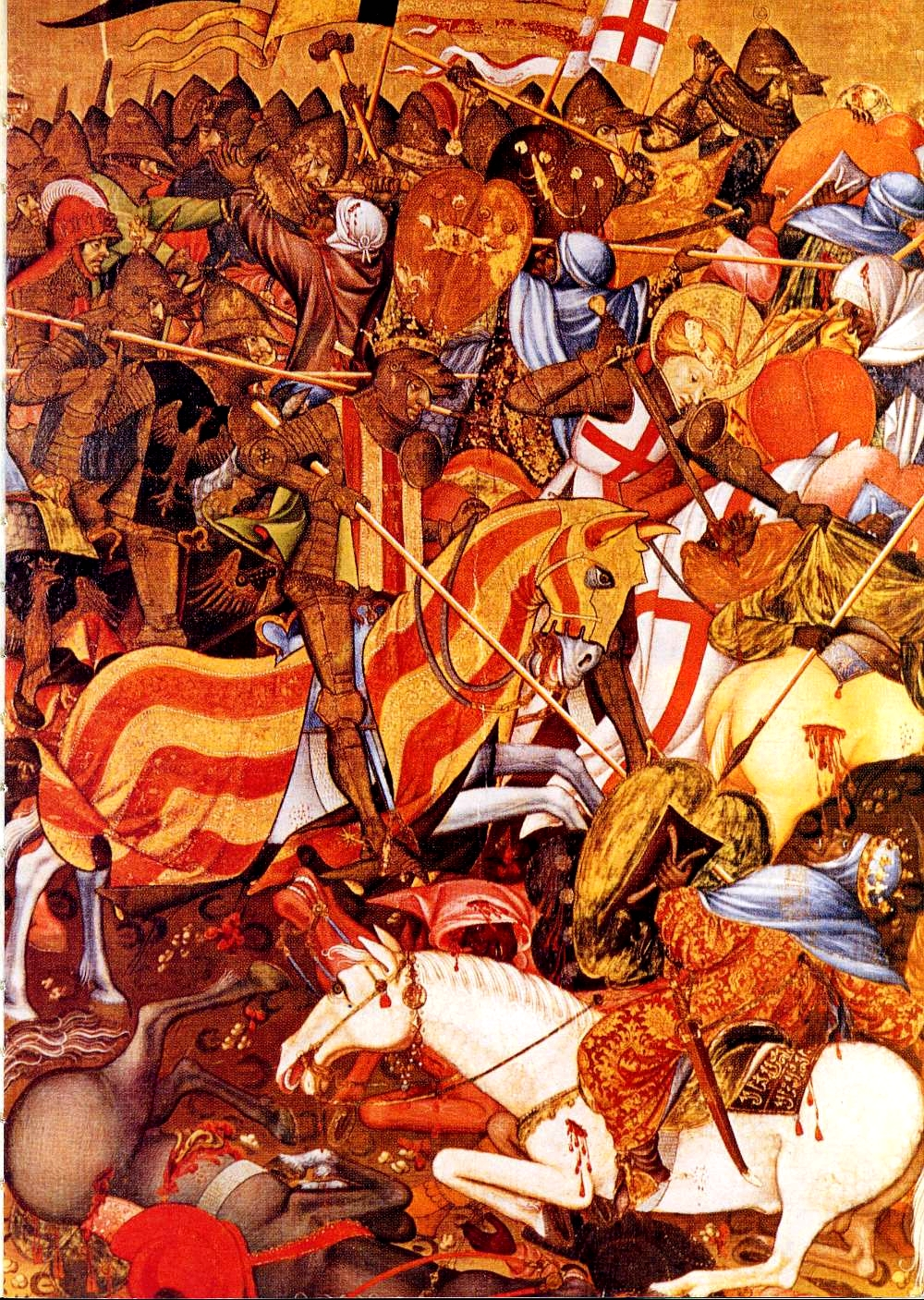
Die Schlacht von El Puig de Santa María, Gemälde von Marçal de Sas, frühes 15. Jahrhundert

Im Frühjahr 1231 hatte sich der alte König Sancho VII. von Navarra in Tudela hilfesuchend an Jakob gewandt, nachdem Kastilien eine Offensive gegen Navarra gestartet hatte. Durch eine Adoption sollte Jakob der Erbe des kinderlosen Navarresen werden unter Übergehung der Erbrechte des Theobald IV. von der Champagne. Die Wiedervereinigung Aragóns mit Navarra, die sich einst 1134 voneinander separiert hatten, wurde seit jeher von den Vorfahren Jakobs verfolgt und schien nun greifbar nahe. Am 2. Februar 1231 wurde die Adoption und Nachfolgeregelung in einem Vertrag besiegelt, der am 4. April von den aragónesischen und navarresischen Adligen beschworen wurde. Im Gegenzug sicherte Jakob finanzielle und militärische Hilfe im Kampf gegen Kastilien zu.
Indes hatte sich für Jakob eine neue Expansionsmöglichkeit eröffnet, als um dieselbe Zeit der gestürzte maurische Herrscher von Valencia, Abu Sa‘id, an seinen Hof geflüchtet war. Der war einst der Statthalter der Almohaden in Valencia gewesen, hatte sich aber nach deren Niederlage bei Las Navas de Tolosa 1212 wie andere Statthalter auch unabhängig gemacht, bis er schließlich von einem Führer des lokalen Berberstammes der Banu Mardanïsh, Zayyan, vertrieben wurde. Am 30. Januar 1232 hatte sich Abu Sa‘id in Teruel bereiterklärt, ein Vasall Jakobs für das Taifa-Königreich von Valencia zu werden, von dessen Territorium ein Viertel direkt an die Krone Aragón abgetreten werden sollte. Den eigentlichen Anstoß zur Eroberung Valencias hatte allerdings der aragónesische Adlige Blasco de Alagón gegeben, als er um dieselbe Zeit die Burg Morella erobert hatte. Jakob hatte dieses private Engagement nicht gebilligt, obwohl sich Don Blasco auf ein königliches Privileg aus dem Jahr 1226 berufen konnte, das ihm alle Eroberungen maurischer Territorien als Eigenbesitz garantierte. Überhaupt war die Eroberung Valencias ein Anliegen, dass vor allem von den Aragónesen verfolgt und gefordert wurde, während die Eroberung Mallorcas noch eher eine katalanische Angelegenheit gewesen war. Im Herbst 1232 führte Jakob seinen ersten Feldzug in die Taifa von Valencia und eroberte die Burg Ares, die er nicht nur als Einfallstor auf maurisches Gebiet gewinnen wollte, sondern von der aus er auch das nah gelegene Morella bedrohen konnte. Daraufhin hatte Don Blasco nachgegeben und ihm die Burg übertragen, die Jakob wiederum dem Don nun als königliches Lehen zurückerstattete. Im Frühjahr 1233 startete Jakob von Alcañiz aus eine neuerliche Offensive nach Süden, nahm zuerst Xèrica und dann nach einer dreimonatigen Belagerung im Juli 1233 das stark befestigte Borriana, mit dem er die Eroberung der nördlichen Taifa von Valencia abgeschlossen hatte. Hier hatte er noch während der Belagerung den Ritterorden der Templer und Hospitaliter sowie anderen verdienten Gefolgsmännern eroberte Güter zum Geschenk gemacht. Die Eroberung Borrianas hatte zur kampflosen Aufgabe von Peñíscola, an dessen Belagerung Jakob 1225 noch gescheitert war, von Chivert, Castellón, Almazora und anderer Festungen durch die Mauren geführt.
Jakobs Offensive kam erst am Fluss Júcar zum Halt, als er dort im Juni 1235 bei der Belagerung von Cullera scheiterte, worauf er einstweilen nach Katalonien zurückgekehrt war. In Navarra war inzwischen König Sancho VII. gestorben und trotz des beschworenen Erbvertrags von 1231 hatte der navarresische Adel den Grafen von der Champagne in das Land gerufen und zu seinem König (Theobald I.) erhoben. Weiterhin hatte sich Jakob am 8. September in Barcelona ein zweites Mal verheiratet, mit Yolanda (Violante) von Ungarn, Tochter des Königs Andreas II. von Ungarn. Die Braut war ihm neben einer Tochter des Herzogs von Österreich von Papst Gregor IX. empfohlen wurden, wobei er letztere abgelehnt hatte um die traditionell guten Beziehungen Aragóns zu Kaiser Friedrich II. nicht zu gefährden. Am 28. Mai 1236 hatte der aragónesisch-katalanische Adel auf einem großen Hoftag (Cort general) in Monzón für eine Weiterführung des Maurenkampfes votiert, mit der Eroberung Valencias als Ziel. Dazu hatte Jakob seine alten Versprechungen gegenüber Abu Sa‘id zu dessen Rückführung nach Valencia erneuert, was er letztlich aber nie einhalten sollte. Die neue Offensive hatte der Papst im Februar 1237 als Kreuzzug sanktioniert, worauf im Sommer Jakob mit seinem Heer den Júcar nach Süden überquerte. Allerdings hatte er den Marsch nur bis zu der Anhöhe Puig de Santa María (veraltet Puig de Cebolla) geführt, die er mit einer Burg samt starker Garnison befestigen ließ. Während Jakob selbst Richtung Huesca wieder zurück in den Norden marschierte, nutzte Zayyan die Gelegenheit, um mit einer überlegenen Truppe die zurückgelassene Garnison anzugreifen. Am 15. August 1237 konnten die Katalanen unter Bernat Guillem I. d’Entença in der Schlacht von El Puig de Santa María trotz ihrer zahlenmäßigen Unterlegenheit einen Sieg davontragen.
Der Sieg von El Puig hatte die Widerstandskraft der Mauren gebrochen, sodass Jakob im Mai 1238 schließlich direkt bis vor die Mauern Valencias marschieren und dessen Belagerung aufnehmen konnte. Unterstützt wurde er dabei von Kreuzrittern aus England und Frankreich, die von dem Erzbischof von Narbonne, Pierre Amiel, angeführt wurden. Während der Kämpfe hatte Jakob eine Pfeilwunde an seinem Kopf erlitten. Der in der Stadt ausharrende Zayyan hoffte auf Rettung durch eine Entsatzflotte, die der Sultan von Tunis ihm zugesichert hatte. Doch als diese im August 1238 die Küste vor Valencia erreicht und die Stadt in Belagerungszustand vorgefunden hatte, war sie wieder nach Afrika abgedreht, worauf Zayyan zu Kapitulationsverhandlungen mit Jakob bereit war. Am 28. September 1238 wurde die Kapitulation Valencias besiegelt, Zayyan und allen Muslimen wurde freier Abzug gewährt und all jenen die in Valencia unter christlicher Herrschaft verbleiben wollten wurde eine Schutzgarantie ausgestellt. Zayyan hatte alle Burgen nördlich des Júcar aufzugeben, darunter Dénia und Cullera und begab sich ins Exil nach Murcia. Am 9. Oktober 1238 zog Jakob in Valencia ein.

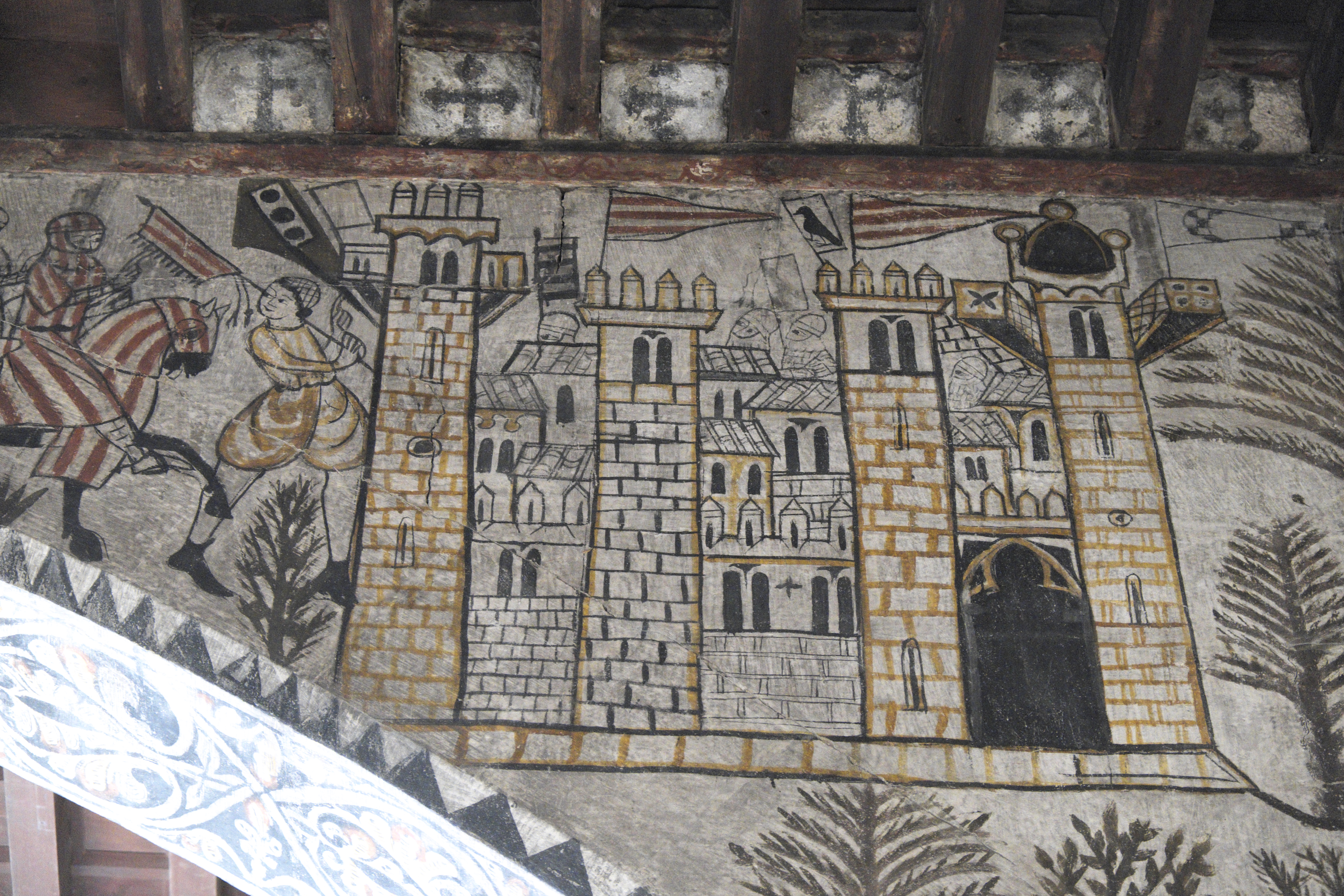
Jakob I. von Aragón zieht in das eroberte Valencia ein. Fresco im Konvent von Alcañiz.

Die Eroberung oder – vom christlichen Standpunkt aus gesehen – die Rückeroberung Valencias von den Muslimen war einer seiner größten Siege, der ihn unter die ruhmreichsten Monarchen der westeuropäischen Christenheit etablierte. König Ludwig IX. (Saint Louis) von Frankreich sandte ihm eigens eine Dorne der Dornenkrone für die Kathedrale von Valencia zu, zu der die ehemalige Hauptmoschee umgestaltet wurde. Jakob dachte nicht daran, die Stadt ihrem ehemaligen Herrscher zurückzugeben, wie er vertraglich einst versprochen hatte, sondern gliederte das ehemalige muslimische Taifa-Königreich nun in das Konglomerat der Krone Aragóns ein. 1240 hatte er für das neue Königreich die Fori regni Valentie (Gesetze des Königreichs Valencia) erlassen, die hauptsächlich dem katalanischen Gewohnheitsrecht entliehen waren.
Mit der Einnahme seiner Hauptstadt war die Eroberung des Königreichs Valencia allerdings noch nicht vollendet, da noch die Burgen seines südlichen Drittels unter maurischer Kontrolle standen. Diese wurden in den folgenden Jahren in mehreren Feldzügen genommen, die Jakob zum Teil seinen Statthaltern überließ. Im August 1240 wurde Villena, 1242 Alcira, 1244 nach einer dritten Belagerung Játiva und im Februar 1245 nach einer fünfmonatigen Belagerung schließlich Biar genommen, womit die Eroberung weitgehend abgeschlossen war. Die Mauren Valencias unternahmen 1247 noch einmal eine große Erhebung gegen die christliche Herrschaft, angeführt von al-Azraq, der sich für Jakob als gefährlichster seiner Gegner erwies. Eigens zu dessen Bekämpfung hatte Papst Innozenz IV. im November 1248 den Kreuzzug predigen lassen. Erst 1258 konnte al-Azraq nach langwierigen Kämpfen endgültig besiegt werden.

## Ausgleich mit Frankreich

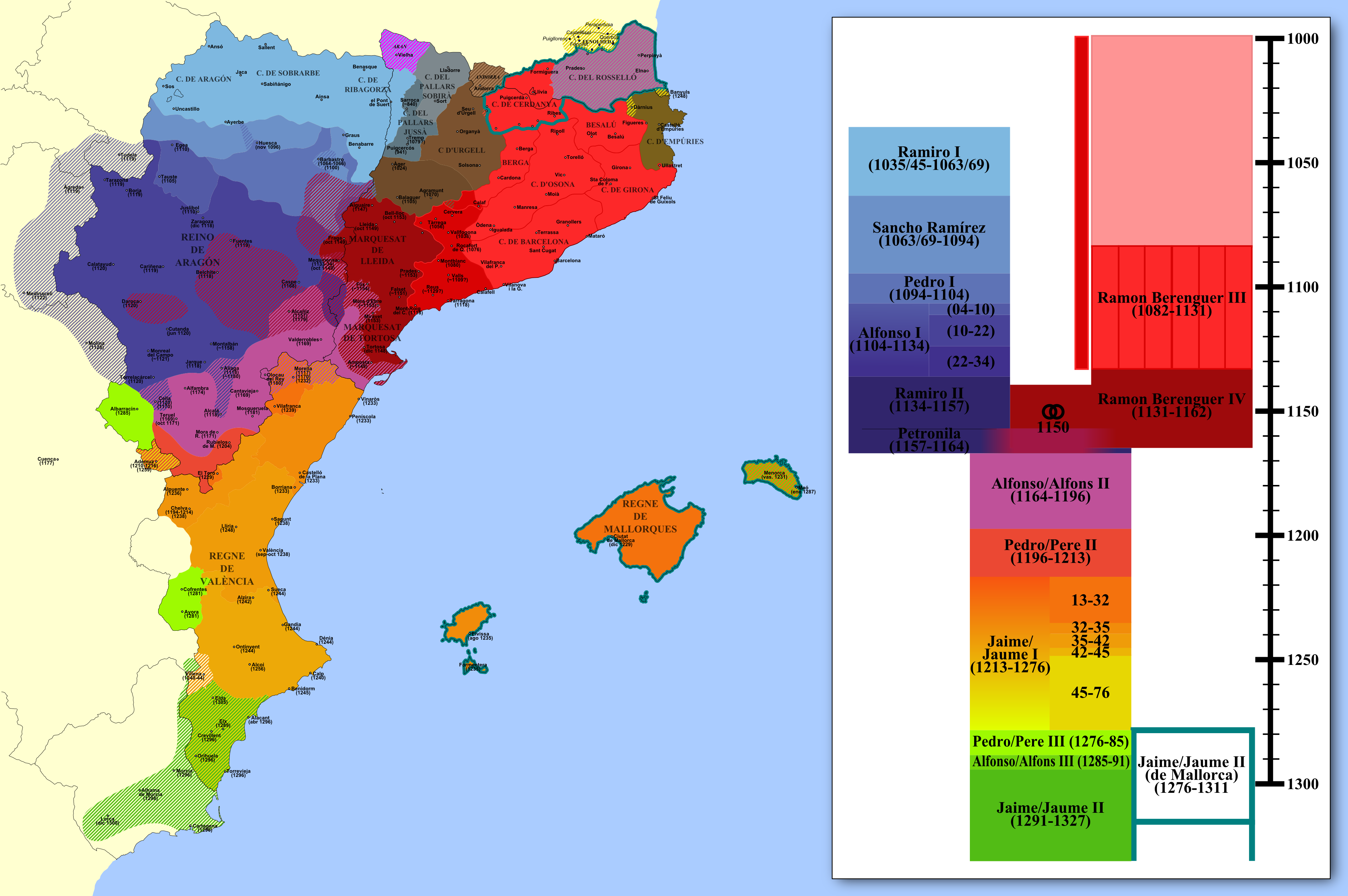
Die Besitzungen der Krone Aragón nach der Herrschaft Jakobs I. des Eroberers

Dem Expansionsdrang nach Süden und auf das Meer war unter Jakob I. eine wenn auch zögerliche Abkehr von der Expansionspolitik nach Norden in den okzitanischen Raum jenseits der Pyrenäen einhergegangen, dem heutigen Südfrankreich. Seine Vorfahren hatten hier das Ziel zur Errichtung eines geschlossenen Herrschaftsterritoriums verfolgt, das bis in die Provence hinein reichen sollte. Die Zäsur des Albigenserkreuzzugs (1208–1229) und des Tods Peters II. vor Muret hatten diesem Ansinnen jedoch ein jähes Ende bereitet, wonach die politische Position Aragóns, auch bedingt durch Jakobs Unmündigkeit, in Okzitanien zusammenbrach. Das so entstandene Machtvakuum hatte stattdessen die französische Königsmacht ausfüllen können, die im Vertrag von Paris (1229) neben einigen Territorien der Grafen von Toulouse auch die Vizegrafschaften von Béziers und Carcassonne, beide einst Lehen Aragóns, in die Krondomäne integrierte. Jakob hatte gegen diese Entwicklung kaum etwas unternommen, vor allem hatte er stets eine direkte militärische Konfrontation mit Frankreich vermieden, seine Aktionen zur Eindämmung der französischen Machtexpansion beschränkten sich auf die Unterstützung der lokalen Opposition. So gewährte er okzitanischen Widerstandskämpfern, sogenannten „Faydits“, in Katalonien sicheres Asyl, von wo aus sie regelmäßig die Pyrenäen nach Norden überschreitend gegen die französische Obrigkeit kämpften. So zum Beispiel im großen Aufstand des Raimund II. Trencavel 1240, der nach einer gescheiterten Belagerung von Carcassonne beendet werden musste. Am 6. Juni 1241 vermittelte Jakob in Montpellier einen Frieden zwischen seinem Cousin Raimund Berengar V. von der Provence und dem mit ihm notorisch verfeindeten Raimund VII. von Toulouse, die beide ein regionales Gegengewicht zur französischen Krone bilden sollten. Im Jahr darauf war Jakob der Allianz des Grafen von Toulouse mit König Heinrich III. von England beigetreten, unterstützte deren Kampf gegen Ludwig IX. von Frankreich aber nicht aktiv, welcher am Ende siegte.
Jakobs Interessenspolitik im Norden der Pyrenäen war letztlich zum Scheitern verurteilt, als ihm dort die Verbündeten ausgegangen waren. 1245 war sein Cousin Raimund Berengar V. gestorben, der nur Töchter hinterlassen hatte. Um einen Verlust der Provence für das Haus Aragón zu verhindern, war Jakob mit Heeresmacht nach Aix gezogen, um dort die Verheiratung der testamentarischen Erbin Beatrix mit seinem Sohn Peter zu erzwingen. Ihm stellte sich der französische Prinz Karl von Anjou entgegen, der es ebenso, genau wie der alte Graf von Toulouse auch, auf die Erbin abgesehen hatte. Alle drei Bewerber benötigten allerdings eine päpstliche Dispens für die Verheiratung mit Beatrix, da sie alle zu nah mit ihr verwandt waren. Am Ende hatte der französische Bewerber dank seines Bruders den längeren diplomatischen Arm und Papst Innozenz IV. gewährte ihm die Dispens, was den Verlust der Provence für Aragón nach sich zog. Eine ähnliche Situation ergab sich 1249 in Toulouse, als Graf Raimund VII. gestorben und diesem sein Schwiegersohn Alfons von Poitiers nachgefolgt war, womit nun das gesamte okzitanische Land, oder auch Languedoc, fest in französischer Hand war. Unter diesen Umständen hatte Jakob einen vertraglichen Ausgleich mit Frankreich für erstrebenswert gehalten, der eine Bereinigung von Gebiets- und Rechtsansprüchen zwischen beiden Königreichen beinhalten sollte zur Vermeidung zukünftiger Konflikte. Er erhob keine Einwände, als Frankreich 1255 durch die Einnahme der Burg Quéribus seine Grenze bis in das Fenouillèdes verschob. Am 11. Mai 1258 wurde schließlich im Vertrag von Corbeil eine Grenzziehung zwischen Frankreich und Aragón-Katalonien vereinbart, die bis zum Pyrenäenfrieden von 1659 Bestand haben sollte. Dazu hatten beide Königreiche einen gegenseitigen Rechtsverzicht vereinbart, in dem Jakob auf alle ehemaligen Besitzungen und Lehen seines Hauses nördlich der Pyrenäen zugunsten Frankreichs verzichtete. Einzige Ausnahme blieb Montpellier, das ein Erbe seiner Mutter war und das nun eine aragónesische Enklave in französischem Raum wurde. Im Gegenzug verzichtete Frankreich auf seine Rechte als Oberlehnsherr der spanischen Mark, die einst Karl der Große gegründet hatte und aus der die katalanischen Grafschaften hervorgegangen waren. Obwohl die fränkische Lehnsherrschaft über Katalonien seit Jahrhunderten nur noch von theoretischer Natur gewesen war, hatten die Könige der Kapetinger sie nie vergessen noch aufgegeben um sie nun als Druckmittel bei den Verhandlungen verwenden zu können. Durch ihre Verzichtserklärung konnten Jakob und seine Nachfolger nun auch de jure als souveräne Herrscher in Katalonien regieren. Der Vertrag wurde durch ein Verlöbnis zwischen der Infanta Isabella mit Prinz Philipp, der 1270 als König Frankreichs nachfolgte, dynastisch besiegelt.

## Eroberung von Murcia
Nach dem Ausgleich mit Frankreich im Norden hatte Jakob nun wieder freie Handhabe zur Expansion in den Süden gewonnen. Über die Grenzen des Königreichs Valencia hinaus aber berührte er nun bei der Inbesitznahme von Murcia die Machtinteressen Kastiliens, das ebenfalls einen Anspruch auf dieses Taifa-Königreich erhob. Berufen konnte sich Kastilien dabei auf den Vertrag von Cazorla aus dem Jahr 1179, indem die Großväter Jakobs und Ferdinands III. von Kastilien bereits eine Grenzziehung durch das noch muslimische al-Andalus vereinbart hatten, in der Murcia Kastilien zugesprochen worden war. Auf diesen Vertrag weiter beharrend hatte Jakob im Vertrag von Almizra vom 26. März 1244 die Eroberung Murcias durch Kastilien (1. Mai 1243) akzeptieren müssen; lediglich einige Grenzortschaften und Festungen dieser Taifa hatte er für sich vertraglich sichern können. Im Jahr 1263 revoltierten die Mauren von Murcia gegen die kastilische Herrschaft und Jakob entschloss sich zu einem Feldzug gegen die Stadt, um seinem Schwiegersohn Alfons X. von Kastilien helfend beizustehen. Dieses Mal konnte er allerdings nicht mit der Unterstützung seines Adels rechnen, der ob seiner Begünstigung für Kastilien in Opposition zu ihm getreten war, an deren Spitze sich ausgerechnet sein Sohn Fernán Sánchez de Castro gestellt hatte. Jakobs Motive zur Unterstützung Kastiliens waren indes einfach; ein erfolgreiches Aufbegehren gegen die christliche Herrschaft in Murcia konnte leicht auf das benachbarte Valencia übergreifen und musste daher schnell niedergeschlagen werden.
Nachdem Jakob die finanzielle Unterstützung der kastilischen Cortes und im März 1265 die Sanktionierung des Feldzugs als Kreuzzug durch Papst Clemens IV. erhalten hatte, nahm er im September 1265, begleitet von seinen Söhnen Peter und Jakob, den Marsch Richtung Murcia auf. Unterwegs traf er sich am 8. Dezember in Alcaraz mit seinem Schwiegersohn und nahm im Januar 1266 die Belagerung von Murcia auf. Bereits in den ersten Februartagen ergab sich ihm die Stadt, die er darauf betreten konnte. Nachdem er ihre Moschee als eine christliche Kathedrale hatte weihen lassen, übergab er sie seinem Schwiegersohn.

## Späte Jahre

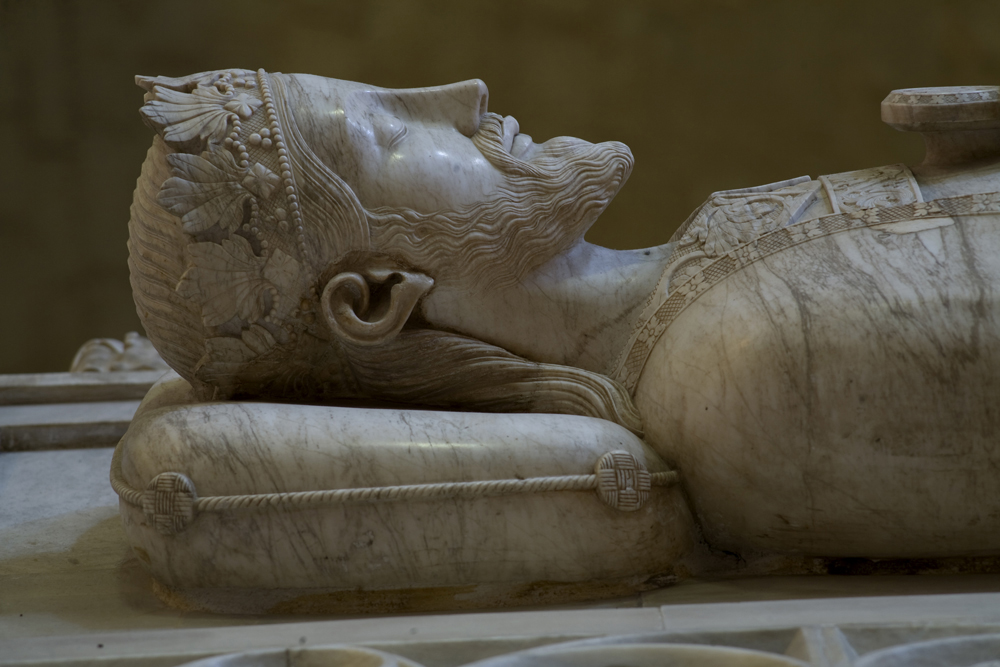
Das Grab Jakobs I. von Aragón in der Abtei Santa María von Poblet.

Das letzte Jahrzehnt seines Lebens hatte Jakob mit der Konsolidierung seiner Eroberungen verbracht und die Grundlagen der weiteren Expansionspolitik seiner Nachfolger gelegt. Dazu hatte er 1262 seinen ältesten lebenden Sohn und Haupterben Peter – Alfons war schon 1260 gestorben – mit einer Tochter des Stauferkönigs Manfred von Sizilien verheiratet und dem Hause Aragón so die Anwartschaft auf das Königreich Sizilien verschafft. 1267 hatte Jakob nach den Predigten Papst Clemens’ IV. das Kreuz zu einem Feldzug in das Heilige Land genommen, der im Rahmen des siebten Kreuzzugs eingebettet sein sollte. Am 8. September 1269 war er mit seiner Flotte von Barcelona aus in See gestochen, aber schon wenige Tage später bei Menorca in einen schweren Sturm geraten, der die meisten seiner Schiffe an die katalanische Küste zurückgedrängt hatte. Lediglich ein kleines Geschwader unter der Führung zwei seiner Bastardsöhne hatte die offene See und Akkon erreicht; im Frühjahr 1270 waren sie wieder nach Katalonien zurückgekehrt. Jakob selbst hatte sein Kreuzzugsvorhaben nicht weiter verfolgt, da angeblich die Liebe zu einer Mätresse ihn davon abgehalten habe.  1271 hatte er einen Friedens- und Handelsvertrag mit dem Hafsidensultanat von Tunis vereinbart, der Aragóns Afrikahandel und ein politisches Bündnis gegen Karl von Anjou begründen sollte, der wenige Jahre zuvor die Staufer in Sizilien gestürzt hatte. 1274 war Jakob nach Lyon gezogen, um dort persönlich an dem dort tagenden Konzil (Zweites Konzil von Lyon) teilzunehmen. Er erhoffte sich hier von Papst Gregor X. gekrönt zu werden, wie einst schon sein Vater 1204 von Innozenz III. gekrönt wurde. Der Papst schlug dieses Ansinnen jedoch aus, da Jakob nicht bereit war, die seit dem Tod seines Vaters ausgebliebenen Tributzahlungen an den Heiligen Stuhl nachzuzahlen, die 1204 festgelegt wurden.
Zurück in Katalonien hatte sich Jakob die letzten Jahre seines Lebens mit diversen innenpolitischen Problemen auseinanderzusetzen, die sich mit familieninternen Konflikten vermischten. Im Streit um die Erbfolge in der Grafschaft Urgell hatte sich ein Parteienstreit innerhalb des katalanischen Adels entzündet, der militärisch ausgetragen wurde. Des Weiteren hatte sich erneut der aragónesische Adel gegen die Autorität der Krone erhoben, der sich gegenüber dem katalanischen Adel stets benachteiligt fühlte. Zu den Führern der Aragónesen hatte sich einmal mehr Jakobs Sohn Fernán Sánchez de Castro gesellt, der eine tiefe Feindschaft mit seinem Halbbruder Infant Peter teilte, der ihn angeblich sogar ermorden wollte. Jakob hatte seinem ältesten Sohn mit der militärischen Bekämpfung des Aufstandes beauftragt und ihm dabei ein hartes Vorgehen gegen die Rebellen nahegelegt. 1275 hatte Infant Peter seinen Halbbruder in Pomar belagert und diesen dann auf der Flucht im Fluss Cinca ertränkt. Von dieser Familientragödie schwer getroffen, an der er nicht frei von Schuld war, hatte sich Jakob aus dem politischen Tagesgeschäft weitgehend zurückgezogen. Kurz vor seinem Tod 1276 war es in Valencia noch einmal zu einem Aufstand der Mauren gekommen, an dem sich sogar sein alter Feind al-Azraq beteiligte, der aus dem afrikanischen Exil zurückgekehrt war. Jakob hatte diese Angelegenheiten seinem ältesten Sohn Peter III. überlassen, der seinem Willen gemäß sein Haupterbe in Katalonien, Aragonien und Valencia werden sollte, während sein zweiter Sohn Jakob II. das Königreich Mallorca, sowie die Cerdanya, das Roussillon und Montpellier erhalten sollte.
Kurz nach dem 23. Juli 1276 wurde Jakob in Valencia von einer Krankheit befallen, an der er am 27. Juli 1276 verstarb; er wurde in der Zisterzienserabtei Santa María von Poblet bestattet, wie er es bereits in seinem zweiten Testament von 1241 verfügt hatte. Nach der Desamortisation der Abtei 1835, die geplündert und ihre königlichen Gräber entweiht wurden, konnte sein mumifizierter Leichnam anhand der Narbe an seinem Schädel, die von seiner Verwundung beim Kampf um Valencia zurückgeblieben war, wieder identifiziert und erneut beigesetzt werden. Zur eingehenden Untersuchung seines Leichnams war sein Sarg am 22. Juli 1855 noch einmal geöffnet wurden.

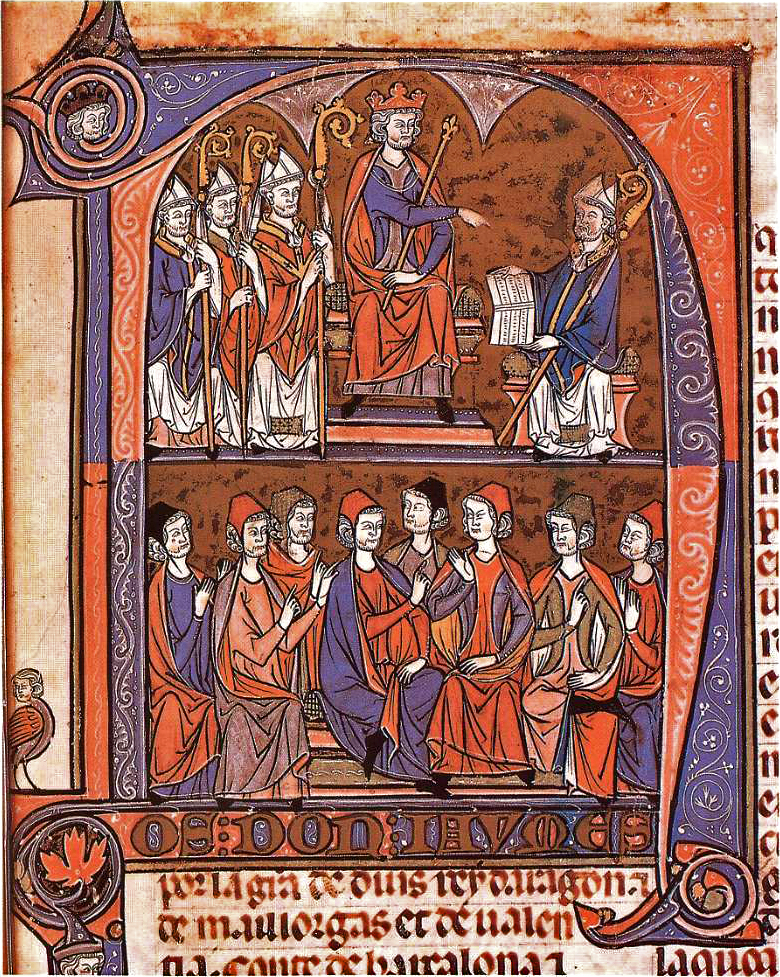
Vidal de Canyelles präsentiert Jakob I. das vollendete Vidal mayor. Manuskript aus dem späten 13. Jahrhundert.

## Gesetze und Taten
Neben seinen Eroberungen ist Jakob I. vor allem auch für sein Wirken als Gesetzgeber von herausragender Bedeutung in der Geschichte Spaniens. Unter seiner Herrschaft wurden auf seine Veranlassung hin die Zivilkonstitutionen der drei wichtigsten Reichsteile der Krone Aragón schriftlich fixiert, die alle stark dem römischen Recht entliehen waren. Die „Fueros de Aragón“ (Gesetze von Aragón) hatte der Legist Vidal de Canyelles in seinem Werk Vidal mayor zusammengefasst, während die von Katalonien von Pere Albert in den De consuetudinibus Cathalonie, auch Commenoracions genannt, niedergeschrieben wurden. Für Valencia hatte Jakob ebenfalls ein eigenes Gesetzeswerk zusammenstellen lassen. In seiner Regierungstätigkeit hatte sich Jakob verstärkt von fachkundigen Ratgebern beraten lassen, vor allem von in Universitäten geschulten Legisten und Theologen, die er mit der Ausarbeitung der Gesetzestexte beauftragt hatte. Der Bekannteste von ihnen war der Dominikaner Raimund von Penyafort, mit dessen Hilfe er unter anderem am 10. August 1218 den Mercedarierorden gegründet hatte, der im Jahr 1235 von Papst Gregor IX. bestätigt wurde. Nach Jakob ist die Universität Jaume I in Castelló de la Plana benannt. Bedingt durch die Erfahrungen aus seiner Kindheit war Jakobs Charakter zeit seines Lebens von einem tiefen Misstrauen gegenüber seinem Umfeld geprägt, der sich besonders gegen seinen Adel richtete und sogar nächste Anverwandte standen bei ihm stets unter Verdacht, umstürzlerische Pläne zu hegen. In seiner Herrschaft hatte er sich deshalb besonders auf die Städte und ihr Bürgertum gestützt, die er bei seinen Eroberungen mit wirtschaftlichen Privilegien begünstigte. Um sich von der militärischen Abhängigkeit vom Adel zu lösen, hatte Jakob als erster König in hohem Maße auf die Rekrutierung der Almogàvers zurückgegriffen, die sich später vor allem im 14. Jahrhundert im gesamten Mittelmeerraum als Katalanische Kompanie einen berühmt-berüchtigten Ruf erwarben. Seine distanzierte Haltung dem Adel gegenüber hatte nicht zuletzt zu dessen wachsenden Unmut gegen seine Regierung beigetragen, der sich in seinen späten Jahren gewaltsam entlud.
Jakobs nachhaltiges Wirken wird neben seiner Herrschafts- und Feldherrentätigkeit auch durch die eines Schriftstellers ergänzt. Offenbar im hohen Alter hatte er in seinem „Buch der Taten“ (katalanisch: Llibre dels fets) eine Autobiographie verfasst, deren Augenmerk auf die Beschreibung seiner militärischen Eroberungen gerichtet ist. An diesem Werk hatte er bis kurz vor seinem Tod geschrieben, seine tödliche Erkrankung in Valencia war die letzte Notiz im letzten Absatz. Er hatte das Buch in katalanischer Sprache niedergeschrieben, womit es noch vor den Werken des Bernard Desclot, Ramon Muntaner und Peters IV. die erste der vier großen katalanischen Chroniken darstellt.
Jakob förderte die Wirtschaft seiner Länder. Er erlaubte den muslimischen Gemeinschaften ihre Religion weiterhin zu pflegen und profitierte von den landwirtschaftlichen und handwerklichen Erzeugnissen der Araber in Valencia. Er erkannte auch das Potential der Juden im Fernhandel und Geldverleih und lud Juden aus Barcelona, der Provence und aus Nordafrika ein, sich in Mallorca niederzulassen. Insbesondere Solomon ben Ammar aus Sidschilmasa machte Palma de Mallorca zu einer Drehscheibe des Handels bis zu den Goldadern des Sudans.

## Familiäres

### Vorfahren
| Raimund Berengar IV. von Barcelona (1113–1162) | Raimund Berengar IV. von Barcelona (1113–1162) | Raimund Berengar IV. von Barcelona (1113–1162) | Raimund Berengar IV. von Barcelona (1113–1162) | Raimund Berengar IV. von Barcelona (1113–1162) | Raimund Berengar IV. von Barcelona (1113–1162) |                                   |                                   | Petronella von Aragón (1136–1173) | Petronella von Aragón (1136–1173) | Petronella von Aragón (1136–1173) | Petronella von Aragón (1136–1173) | Petronella von Aragón (1136–1173) | Petronella von Aragón (1136–1173) |                                  |                                  | Alfons VII. von Kastilien (1105–1157) | Alfons VII. von Kastilien (1105–1157) | Alfons VII. von Kastilien (1105–1157) | Alfons VII. von Kastilien (1105–1157) | Alfons VII. von Kastilien (1105–1157) | Alfons VII. von Kastilien (1105–1157) |                                  |                                  | Richeza von Polen (1135–1185)    | Richeza von Polen (1135–1185)    | Richeza von Polen (1135–1185) | Richeza von Polen (1135–1185) | Richeza von Polen (1135–1185)   | Richeza von Polen (1135–1185) |  |  | Wilhelm VII. von Montpellier († um 1173) | Wilhelm VII. von Montpellier († um 1173) | Wilhelm VII. von Montpellier († um 1173) | Wilhelm VII. von Montpellier († um 1173) | Wilhelm VII. von Montpellier († um 1173)  | Wilhelm VII. von Montpellier († um 1173)  |                                           |                                           | Mathilde von Burgund                      | Mathilde von Burgund                      | Mathilde von Burgund | Mathilde von Burgund | Mathilde von Burgund              | Mathilde von Burgund              |                                   |                                   | Alexios Komnenos                  | Alexios Komnenos                  | Alexios Komnenos | Alexios Komnenos | Alexios Komnenos | Alexios Komnenos |                 |                 | ?               | ?               | ? | ? | ? | ? |
| Raimund Berengar IV. von Barcelona (1113–1162) | Raimund Berengar IV. von Barcelona (1113–1162) | Raimund Berengar IV. von Barcelona (1113–1162) | Raimund Berengar IV. von Barcelona (1113–1162) | Raimund Berengar IV. von Barcelona (1113–1162) | Raimund Berengar IV. von Barcelona (1113–1162) |                                   |                                   | Petronella von Aragón (1136–1173) | Petronella von Aragón (1136–1173) | Petronella von Aragón (1136–1173) | Petronella von Aragón (1136–1173) | Petronella von Aragón (1136–1173) | Petronella von Aragón (1136–1173) |                                  |                                  | Alfons VII. von Kastilien (1105–1157) | Alfons VII. von Kastilien (1105–1157) | Alfons VII. von Kastilien (1105–1157) | Alfons VII. von Kastilien (1105–1157) | Alfons VII. von Kastilien (1105–1157) | Alfons VII. von Kastilien (1105–1157) |                                  |                                  | Richeza von Polen (1135–1185)    | Richeza von Polen (1135–1185)    | Richeza von Polen (1135–1185) | Richeza von Polen (1135–1185) | Richeza von Polen (1135–1185)   | Richeza von Polen (1135–1185) |  |  | Wilhelm VII. von Montpellier († um 1173) | Wilhelm VII. von Montpellier († um 1173) | Wilhelm VII. von Montpellier († um 1173) | Wilhelm VII. von Montpellier († um 1173) | Wilhelm VII. von Montpellier († um 1173)  | Wilhelm VII. von Montpellier († um 1173)  |                                           |                                           | Mathilde von Burgund                      | Mathilde von Burgund                      | Mathilde von Burgund | Mathilde von Burgund | Mathilde von Burgund              | Mathilde von Burgund              |                                   |                                   | Alexios Komnenos                  | Alexios Komnenos                  | Alexios Komnenos | Alexios Komnenos | Alexios Komnenos | Alexios Komnenos |                 |                 | ?               | ?               | ? | ? | ? | ? |
|                                                |                                                |                                                |                                                |                                                |                                                |                                   |                                   |                                   |                                   |                                   |                                   |                                   |                                   |                                  |                                  |                                       |                                       |                                       |                                       |                                       |                                       |                                  |                                  |                                  |                                  |                               |                               |                                 |                               |  |  |                                          |                                          |                                          |                                          |                                           |                                           |                                           |                                           |                                           |                                           |                      |                      |                                   |                                   |                                   |                                   |                                   |                                   |                  |                  |                  |                  |                 |                 |                 |                 |   |   |   |   |
|                                                |                                                |                                                |                                                | Alfons II. von Aragón (1157–1196)              | Alfons II. von Aragón (1157–1196)              | Alfons II. von Aragón (1157–1196) | Alfons II. von Aragón (1157–1196) | Alfons II. von Aragón (1157–1196) | Alfons II. von Aragón (1157–1196) |                                   |                                   |                                   |                                   |                                  |                                  |                                       |                                       |                                       |                                       | Sancha von Kastilien (1155–1208)      | Sancha von Kastilien (1155–1208)      | Sancha von Kastilien (1155–1208) | Sancha von Kastilien (1155–1208) | Sancha von Kastilien (1155–1208) | Sancha von Kastilien (1155–1208) |                               |                               |                                 |                               |  |  |                                          |                                          |                                          |                                          | Wilhelm VIII. von Montpellier (1172–1203) | Wilhelm VIII. von Montpellier (1172–1203) | Wilhelm VIII. von Montpellier (1172–1203) | Wilhelm VIII. von Montpellier (1172–1203) | Wilhelm VIII. von Montpellier (1172–1203) | Wilhelm VIII. von Montpellier (1172–1203) |                      |                      |                                   |                                   |                                   |                                   |                                   |                                   |                  |                  | Eudokia Komnena  | Eudokia Komnena  | Eudokia Komnena | Eudokia Komnena | Eudokia Komnena | Eudokia Komnena |   |   |   |   |
|                                                |                                                |                                                |                                                | Alfons II. von Aragón (1157–1196)              | Alfons II. von Aragón (1157–1196)              | Alfons II. von Aragón (1157–1196) | Alfons II. von Aragón (1157–1196) | Alfons II. von Aragón (1157–1196) | Alfons II. von Aragón (1157–1196) |                                   |                                   |                                   |                                   |                                  |                                  |                                       |                                       |                                       |                                       | Sancha von Kastilien (1155–1208)      | Sancha von Kastilien (1155–1208)      | Sancha von Kastilien (1155–1208) | Sancha von Kastilien (1155–1208) | Sancha von Kastilien (1155–1208) | Sancha von Kastilien (1155–1208) |                               |                               |                                 |                               |  |  |                                          |                                          |                                          |                                          | Wilhelm VIII. von Montpellier (1172–1203) | Wilhelm VIII. von Montpellier (1172–1203) | Wilhelm VIII. von Montpellier (1172–1203) | Wilhelm VIII. von Montpellier (1172–1203) | Wilhelm VIII. von Montpellier (1172–1203) | Wilhelm VIII. von Montpellier (1172–1203) |                      |                      |                                   |                                   |                                   |                                   |                                   |                                   |                  |                  | Eudokia Komnena  | Eudokia Komnena  | Eudokia Komnena | Eudokia Komnena | Eudokia Komnena | Eudokia Komnena |   |   |   |   |
|                                                |                                                |                                                |                                                |                                                |                                                |                                   |                                   |                                   |                                   |                                   |                                   |                                   |                                   |                                  |                                  |                                       |                                       |                                       |                                       |                                       |                                       |                                  |                                  |                                  |                                  |                               |                               |                                 |                               |  |  |                                          |                                          |                                          |                                          |                                           |                                           |                                           |                                           |                                           |                                           |                      |                      |                                   |                                   |                                   |                                   |                                   |                                   |                  |                  |                  |                  |                 |                 |                 |                 |   |   |   |   |
|                                                |                                                |                                                |                                                |                                                |                                                |                                   |                                   |                                   |                                   |                                   |                                   | Peter II. von Aragón (1177–1213)  | Peter II. von Aragón (1177–1213)  | Peter II. von Aragón (1177–1213) | Peter II. von Aragón (1177–1213) | Peter II. von Aragón (1177–1213)      | Peter II. von Aragón (1177–1213)      |                                       |                                       |                                       |                                       |                                  |                                  |                                  |                                  |                               |                               |                                 |                               |  |  |                                          |                                          |                                          |                                          |                                           |                                           |                                           |                                           |                                           |                                           |                      |                      | Maria von Montpellier (1182–1213) | Maria von Montpellier (1182–1213) | Maria von Montpellier (1182–1213) | Maria von Montpellier (1182–1213) | Maria von Montpellier (1182–1213) | Maria von Montpellier (1182–1213) |                  |                  |                  |                  |                 |                 |                 |                 |   |   |   |   |
|                                                |                                                |                                                |                                                |                                                |                                                |                                   |                                   |                                   |                                   |                                   |                                   | Peter II. von Aragón (1177–1213)  | Peter II. von Aragón (1177–1213)  | Peter II. von Aragón (1177–1213) | Peter II. von Aragón (1177–1213) | Peter II. von Aragón (1177–1213)      | Peter II. von Aragón (1177–1213)      |                                       |                                       |                                       |                                       |                                  |                                  |                                  |                                  |                               |                               |                                 |                               |  |  |                                          |                                          |                                          |                                          |                                           |                                           |                                           |                                           |                                           |                                           |                      |                      | Maria von Montpellier (1182–1213) | Maria von Montpellier (1182–1213) | Maria von Montpellier (1182–1213) | Maria von Montpellier (1182–1213) | Maria von Montpellier (1182–1213) | Maria von Montpellier (1182–1213) |                  |                  |                  |                  |                 |                 |                 |                 |   |   |   |   |
|                                                |                                                |                                                |                                                |                                                |                                                |                                   |                                   |                                   |                                   |                                   |                                   |                                   |                                   |                                  |                                  |                                       |                                       |                                       |                                       |                                       |                                       |                                  |                                  |                                  |                                  |                               |                               |                                 |                               |  |  |                                          |                                          |                                          |                                          |                                           |                                           |                                           |                                           |                                           |                                           |                      |                      |                                   |                                   |                                   |                                   |                                   |                                   |                  |                  |                  |                  |                 |                 |                 |                 |   |   |   |   |
|                                                |                                                |                                                |                                                |                                                |                                                |                                   |                                   |                                   |                                   |                                   |                                   |                                   |                                   |                                  |                                  |                                       |                                       |                                       |                                       |                                       |                                       |                                  |                                  |                                  |                                  |                               |                               | Jakob I. von Aragón (1208–1276) |                               |  |  |                                          |                                          |                                          |                                          |                                           |                                           |                                           |                                           |                                           |                                           |                      |                      |                                   |                                   |                                   |                                   |                                   |                                   |                  |                  |                  |                  |                 |                 |                 |                 |   |   |   |   |

### Ehen und Nachkommen
Bereits als Säugling war Jakob von seinem Vater im Jahr 1209 mit Aurembiaix verlobt wurden, der Erbin der Grafschaft Urgell, die durch diese Ehe in den Besitz der aragónesischen Krone übergehen sollte. Dieses Verlöbnis war im Januar 1211 zugunsten eines mit Amicia de Montfort fallen gelassen worden, allerdings konnte dieses Eheprojekt als Folge der Schlacht bei Muret nicht realisiert werden.
Jakobs erste Ehefrau war schließlich Eleonore von Kastilien († 1244), eine Tochter des Königs Alfons VIII. von Kastilien, die er am 6. Februar 1221 in Ágreda heiratete. Da beide als Cousins im zweiten Grad zu nah miteinander verwandt waren, wurde die Ehe am 29. April 1229 auf päpstlichen Druck hin annulliert. Aus ihr war ein Sohn hervorgegangen:
- Alfons (* 1228, † 1260); ⚭ 1260 mit Constança de Montcada († 1310), Gräfin von Bigorre.

Am 23. Oktober 1228 ging Jakob eine bemerkenswerte Partnerschaft mit seiner ehemaligen Verlobten Aurembiaix ein, die sich wieder dem königlichen Hof angeschlossen hatte und offenbar zu seiner Geliebten geworden war. Jedenfalls schloss Jakob mit ihr einen „Konkubinatsvertrag“ ab, in dem er ihren gemeinsamen Kindern die Nachfolgerechte in der Grafschaft Urgell einräumte, auch wenn diese von unehelicher Herkunft wären. Auch verpflichtete er sich zur Treue gegenüber seiner Geliebten, die er nur für eine „gleichwertige Dame“ verlassen durfte, wobei Aurembiaix ihren persönlichen Wert mit einer Geldsumme festgelegt hatte. Vertraglich vereinbarte Konkubinate waren in der katalanischen und okzitanischen Gesellschaft keine Seltenheit, besonders der Feudaladel und das gutsituierte Bürgertum hatte solche praktiziert, aber noch nie war ein König eine solche Verbindung eingegangen. Kinder gingen aus ihr nicht hervor und der Vertrag wurde bereits 1229 durch die Ehe von Aurembiaix mit Peter von Portugal nichtig. Abseits seiner Ehen und seines Verhältnisses zu Aurembiaix führte Jakob noch mehrere Affären.
Yolanda (Violante) von Ungarn (* 1219, † 9. Oktober 1251), eine Tochter des Königs Andreas II. von Ungarn, war die zweite Ehefrau Jakobs, die er am 8. September 1235 in Barcelona heiratete. Ihre Kinder waren:
- Violante (* 1236, † 1301); ⚭ am 26. November 1248 mit König Alfons X. von Kastilien (* 1221, † 1284).
- Konstanze (* 1239; † um 1269); ⚭ 1260 mit Don Manuel von Kastilien (* 1234, † 1283), Señor de Escalona, Peñafiel und Villena.
- Isabella (* 1243, † 1271); ⚭ 28. Mai 1262 mit König Philipp III. von Frankreich (* 1245, † 1285).
- Peter III., (* 1240, † 1285), König von Aragón und Valencia, Graf von Barcelona.
- Jakob II. (* 1243, † 1311), König von Mallorca, Graf von Roussillon und Cerdanya, Herr von Montpellier.
- Fernando (* 1245; † 1250).
- Sancho (* 1246; † 1251).
- Maria (* 1248; † 1267), Nonne in Santa María von Sigena.
- Sancho (* 1250; † 1275), Erzbischof von Toledo.
- Leonor (* 1251; † jung).

Um das Jahr 1265 ging Jakob eine dritte, morganatische Ehe mit Teresa Gil de Vidaure, Tochter des Juan de Vidaure, ein. Ihre zwei Söhne wurden von ihm legitimiert:
- Jaume de Aragó (* 1255/60, † 1280), Senyor de Xèrica.
- Pere de Aragó (* 1259, † 1318), Baró d’Ayerbe – Zu seinen Nachkommen gehören die Herzöge von Allesano und Fürsten von Cassano.

illegitimer Sohn mit Blanca d’Antillon:
- Ferran Sanxis (* um 1241, † 1275), Baró de Castre – Zu seinen Nachkommen gehören die Barone von Castro.

illegitimer Sohn mit Berenguela Fernandis:
- Pere Fernandis (* 1245/9, † 1297), Baró d’Híxar – Zu seinen Nachkommen gehören die Herzöge von Hijar, Aliaga und Lecera.

möglicher illegitimer Sohn, vielleicht auch ein Neffe:
- Jaume Sarroca († nach 1289), Bischof von Huesca.